# Rayon Sports Football Club (féminines)
La section féminine du Rayon Sports FC est un club féminin de football rwandais basé à Nyanza.

## Histoire
Fondé en 2022, cinquante ans après la fondation du club masculin, le Rayon Sports WFC remporte le championnat de deuxième division rwandais dès sa première saison en battant Idahangarwa en finale (1-1, 4-3t. a. b.), sans avoir concédé la moindre défaite. Il est mené notamment par l'internationale kényane Judith Atieno, qui inscrit 37 buts cette saison-là. En Peace Cup, Rayon Sports atteint la finale et perd aux tirs au but (1-1, 2-3) face à l'AS Kigali, douze fois champion du Rwanda.
En 2023-2024, pour sa première saison en D1 rwandaise, les Blues détrônent l'AS Kigali et remportent leur premier titre de champion du Rwanda. Le club réalise même le doublé en remportant la Coupe du Rwanda la même année.

## Palmarès
- Championnat du Rwanda (2) :
  - Champion en 2023-2024, 2024-2025
- Coupe du Rwanda (Peace Cup) (1) :
  - Vainqueur en 2024
  - Finaliste en 2023
- Championnat du Rwanda de deuxième division (1) :
  - Champion en 2022-2023